# Альтернативная служба в Беларуси
Альтернати́вная слу́жба в Республике Беларусь (бел. Альтэрнатыўная служба ў Беларусі) — оплачиваемая общественно полезная деятельность для граждан Республики Беларусь, которые годны к срочной службе в вооружённых силах, но не могут её проходить по религиозным соображениям.

## Введение альтернативной гражданской службы
Право на альтернативную гражданскую службу закреплено ст. 57 Конституции, которая закрепляет, что «Порядок прохождения воинской службы, основания и условия освобождения от воинской службы либо замена её альтернативной определяются законом». Однако долгое время эта норма оставалась нереализованной из-за отсутствия нормативных актов, а власти республики их не принимали. Например, в 2004 году законопроект «Об альтернативной службе» был разработан молодёжной организацией «Гражданский форум» и внесен в Палату представителей Национального собрания Республики Беларусь депутатом Владимиром Новосядом, но был отклонен Парламентом из-за позиции Постоянной комиссии по национальной безопасности Палаты представителей и возражений Министерства обороны, в которых содержалось опасение, что если для альтернативной службы будут созданы более благоприятные условия, чем для срочной военной службы (службы в резерве), «то для лиц, не желающих её проходить, появляется повод уклониться путём вступления в религиозные конфессии пацифистского характера. Тем самым возможно искусственное создание угрозы для разрушения ментальной основы общества, а следовательно, для национальной безопасности государства». Только в 2015 году был принят закон об альтернативной службе, предусматривающий её введение с 1 июля 2016 года.

## Основания и порядок прохождения альтернативной службы в Белоруссии
Правом на альтернативную службу обладают граждане, которые заявили о том, что религиозные убеждения мешают им носить оружие или обслуживать вооружение и военную технику. Срок подачи заявления мягче, чем в России — обратиться можно письменно в призывную комиссию по месту жительства не позднее чем за 10 календарных дней до завершения призывной кампании, но право на службу надо обосновать. Срок альтернативной службы определён в 24 месяца для лиц с высшим образованием и в 36 месяцев для остальных граждан. В период прохождения службы альтернативщик получает денежное довольствие в размере 150 % наибольшей величины прожиточного минимума, которое постепенно повышается с 13 месяца службы на 20 % прожиточного минимума, а с 25-го месяца на 40 % прожиточного минимума. Гражданин досрочно увольняется с альтернативной службы в случае признания его негодным по состоянию здоровья, при осуждении к лишению свободы или к ограничению свободы с направлением в колонию открытого типа, а также по иным основаниям.
На 4 января 2017 года альтернативную службу проходили 13 человек.